# Сан Мартино (Тревизо)
Сан Мартино је насеље у Италији у округу Тревизо, региону Венето.
Према процени из 2011. у насељу је живело 2798 становника. Насеље се налази на надморској висини од 63 м.